# Richard Kingson
Richard Kingson (nascut a Accra el 13 de juny del 1978) és un futbolista professional ghanès que juga com a porter. La major part de la seva carrera la passà al Galatasaray S.K.. També ha jugat a Anglaterra a Birmingham City F.C. o Wigan Athletic FC.